# Karlsborgs garnison
Karlsborgs garnison är en armégarnison inom svenska Försvarsmakten som verkat i olika former sedan 1870. Garnisonen leddes från Karlsborgs fästning, Karlsborg.

## Historia
58°31′43″N 14°31′37″Ö / 58.52861°N 14.52694°Ö Karlsborgs fästning

58°31′19″N 14°31′21″Ö / 58.52194°N 14.52250°Ö Karlsborgs flygplats
Garnisonens historia kan sägas sträcka sig tillbaka till när Karlsborgs fästning blev i brukbart skick 1870. Garnisonens olika förband och skolor har kommit från både Armén och Flygvapnet. Garnisonen ses som det svenska luftvärnets vagga, då det första luftvärnsförbandet bildades i Karlsborg. 
De förband som varit eller är förlagda inom garnisonen har även påverkats i nästan samtliga försvarsbeslut under 1990-talet och även under 2000-talet. I försvarsbeslutet 1958 beslutades att Karlsborgs luftvärnsregemente (Lv 1) skulle upplösas och avvecklas 1961. Som kompensation kom Göta signalkår (S 2) från och med samma år att omlokaliseras från Skövde garnison och övertog den 1 april 1961 de friställda lokalerna. Göta signalkår blev samtidigt huvudman för garnisonen, och antog namnet Göta signalregemente. Dock kom fortifikations- och fastighetsärenden genom tre etapper åren 1977–1981 att föras över till Västgöta flygflottilj (F 6) , som samtidigt blev huvudman för garnisonen.
Försvarsbeslutet 1982 var ett försvarsbeslut som påverkade garnisonen i en större omfattning. Detta då Göta signalregemente skulle upplösas och avvecklas som egen myndighet och som självständigt förband. Istället kom regementet att reduceras till en bataljon och underställas Livregementets husarer (K 3), vilka omlokaliseras till Karlsborg den 1 juli 1984, från att tidigare varit förlagda i Skövde garnison.
Vid varje försvarsbeslut som påverkat garnisonen negativt, det vill säga när ett förband upplösts och avvecklats, har garnisonen tillförs och kompenserats med ett nytt förband. Den trenden bröts dock vid försvarsbeslutet 1992, då både Västra militärområdets verkstadsförvaltning (VFV) och Västra militärområdets materielförvaltning (MFV) upplöstes och avvecklades den 30 juni 1994, och dess staber uppgick den 1 juli 1994 i det nybildade Södra underhållsregementet (Uhreg S) med lokalisering i Kristianstads garnison. Vid samma försvarsbeslut kom även flygflottiljen – Västgöta flygflottilj (F 6) att upplöses och avvecklas, något som medförde att sysselsättningen i Karlsborgs kommun påverkades starkt negativt.
Genom försvarsbeslutet 1996 följdes det upp med ytterligare en avveckling, det då Göta signalbataljon upplöstes och avvecklades den 31 december 1997. Vidare kom Arméns underrättelseskola att upplöses den 31 december 1997, för att uppgå i det nybildade Försvarsmaktens underrättelse- och säkerhetscentrum i Uppsala garnison. Kvar inom garnisonen fanns nu endast Livregementets husarer med förvaltningsansvar för Fallskärmsjägarskolan och Försvarsmaktens överlevnadsskola. Karlsborgs garnison har sedan slutet 1990-talet istället utvecklas till centrum för Försvarsmaktens specialförband, som sedan 2011 samlas inom Särskilda operationsgruppen.
Vid Karlsborgs flygplats återupptogs den militära verksamheten igen 2007, då flottiljområdet återgick till att bli ett militärt område. Från och med 2011 är hela flygplatsområdet åter ett skyddsobjekt, och var helt i drift till 2013.

## Verksamhet
Förband och skolor lokaliserade till garnisonen:
| Beteckning | Enhetsnamn                       | Aktiv | Anmärkning                                                              |
| ---------- | -------------------------------- | ----- | ----------------------------------------------------------------------- |
| K 3        | Livregementets husarer           | 1984– | Omlokaliserades 1984 från Skövde garnison                               |
| Fös        | Försvarsmaktens överlevnadsskola | 200?– | Är en del av Livregementets husarer                                     |
| SOG        | Särskilda operationsgruppen      | 2011– | Bildas 2011 av Särskilda inhämtningsgruppen och Särskilda skyddsgruppen |
| 31. bat    | 31. jägarbataljonen              | 2016– |                                                                         |
| 32. undbat | 32. underrättelsebataljonen      | 2008– | Är den del av Livregementets husarer                                    |

## Tidigare förband inom garnisonen
| Förband inom garnisonen |                                                             |           |                                                                  |
| Beteckning              | Enhetsnamn                                                  | Aktiv     | Anmärkning                                                       |
|                         | Pionjärkåren                                                | 1827–1843 |                                                                  |
|                         | Kronoarbetskåren                                            | 1843–1872 |                                                                  |
|                         | Disciplinkompaniet                                          | 1872–1885 |                                                                  |
|                         | Sappörbataljonen                                            | 1875–1893 |                                                                  |
|                         | Göta ingenjörbataljon                                       | 1893–1902 |                                                                  |
| Ing 2                   | Göta ingenjörkår                                            | 1902–1928 | Omlokaliserades 1928 till Eksjö garnison                         |
| A 9                     | Karlsborgs artillerikår                                     | 1893–1902 | Omorganiserades 1902 till Boden-Karlsborgs artilleriregemente    |
| A 8                     | Boden-Karlsborgs artilleriregemente                         | 1902–1920 | Uppdelades 1920 till A 8 och A 10                                |
| A 10                    | Karlsborgs artillerikår                                     | 1920–1928 | Omorganiserades 1928 till A 9                                    |
| A 9                     | Karlsborgs artilleriregemente                               | 1928–1937 | Omorganiserades 1937 till Karlsborgs luftvärnsartilleriregemente |
| A 9                     | Karlsborgs luftvärnsregemente                               | 1937–1942 | Omorganiserades 1942 till Lv 1 och överfördes till Luftvärnet.   |
| Lv 1                    | Karlsborgs luftvärnsregemente                               | 1942–1961 | Avvecklades i samband med försvarsbeslutet 1958                  |
| T 2                     | Göta trängbataljon                                          | 1892–1902 | Omorganiserades 1902 till Första Göta trängkår                   |
| T 2                     | Första Göta trängkår                                        | 1902–1904 | Omorganiserades 1904 till Göta trängkår                          |
| T 2                     | Göta trängkår                                               | 1904–1905 | Omlokaliserades 1905 till Skövde garnison                        |
| S 2                     | Göta signalkår                                              | 1961–1962 | Omlokaliserades 1961 från Skövde garnison                        |
| S 2                     | Göta signalregemente                                        | 1962–1984 | Uppgick som bataljon inom Livregementets husarer                 |
| S 2                     | Göta signalbataljon                                         | 1984–1997 | Avvecklades genom försvarsbeslutet 1996                          |
| F 6                     | Västgöta flygflottilj                                       | 1939–1994 | Avvecklades genom försvarsbeslutet 1992                          |
| SSG                     | Särskilda skyddsgruppen                                     | 1994–2011 | Sammanslogs 2011 med Särskilda inhämtningsgruppen                |
| SIG                     | Särskilda inhämtningsgruppen                                | 2007–2011 | Sammanslogs 2011 med Särskilda skyddsgruppen                     |
| 31. lbbat               | 31. luftburna bataljonen                                    | 2008–2013 |                                                                  |
| Skolor inom garnisonen  |                                                             |           |                                                                  |
|                         | Infanteriets volontärskola                                  | 1879–1915 | Omorganiserades till Infanteriets underofficersskola             |
| IOAS                    | Infanteriets officersaspirantskola                          | 1915–1927 | Omlokaliserades 1927 till Linköpings garnison                    |
| ArtOAS                  | Fästnings- och positionsartilleriets officersvolontörsskola | 1905–1907 |                                                                  |
| FortOAS                 | Fortifikationens officersvolontärskola                      | 1912–1915 | Omorganiserades till Fortifikationens officersaspirantskola      |
| FortOAS                 | Fortifikationens officersaspirantskola                      | 1915–1927 | Omlokaliserades 1927 till Frösundavik, Solna                     |
|                         | Artilleriets underofficersskola                             | 1916–1927 |                                                                  |
| LvOAS                   | Luftvärnets officersaspirantskola                           | 1937–1939 |                                                                  |
| FJS                     | Arméns fallskärmsjägarskola                                 | 1951–1984 | Uppgick 1984 i Livregementets husarer                            |
| UndS                    | Arméns underrättelseskola                                   | 1984–1998 | Uppgick delvis 1998 i FMUndSäkC                                  |
| Staber inom garnisonen  |                                                             |           |                                                                  |
|                         | Karlsborgs tyg-, ammunitions- och gevärsförråd              | 1842–1915 | Uppgick 1915 i Karlsborgs tygstation                             |
|                         | Karlsborgs tygstation                                       | 1915–1966 | Uppgick 1966 i TF V                                              |
| AIK                     | Arméns intendenturförråd i Karlsborg                        | 1878–1966 | Uppgick 1966 i IF V                                              |
| IF V                    | Västra militärområdets intendenturförvaltning               | 1966–1976 | Uppgick 1976 i MF V                                              |
| TF V                    | Västra militärområdets tygförvaltning                       | 1966–1976 | Uppgick 1976 i MF V                                              |
| MF V                    | Västra militärområdets materielförvaltning                  | 1976–1994 | Uppgick 1994 i Södra underhållsregementet                        |
| VF V                    | Västra militärområdets verkstadsförvaltning                 | 1966–1994 | Uppgick 1994 i Södra underhållsregementet                        |
| Sjukhus inom garnisonen |                                                             |           |                                                                  |
|                         | Garnisonssjukhuset i Karlsborg                              | 1878–1960 |                                                                  |

## Galleri

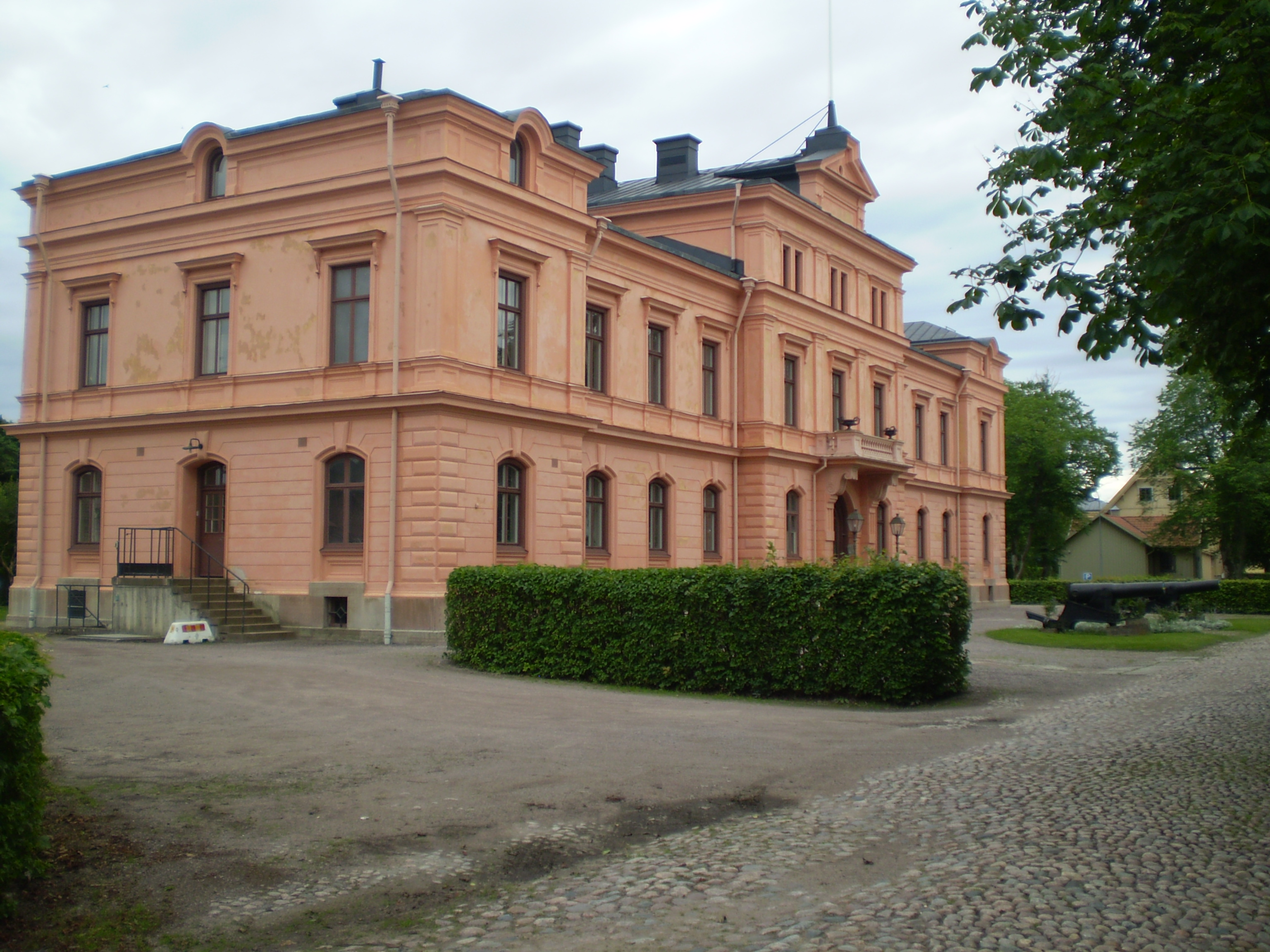
Stabsbyggnad vid Karlsborgs fästning
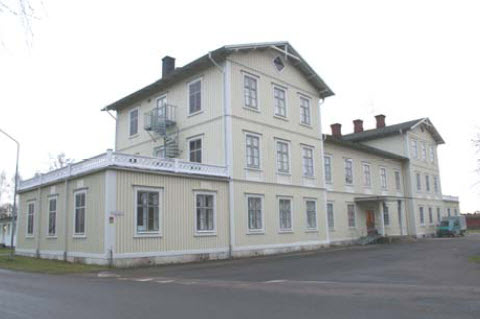
Kanslihuset, eller Befälsbyggnaden, vid flottiljområdet
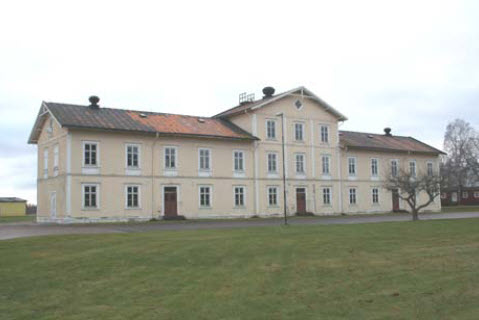
Västra kasernen vid flottiljområdet
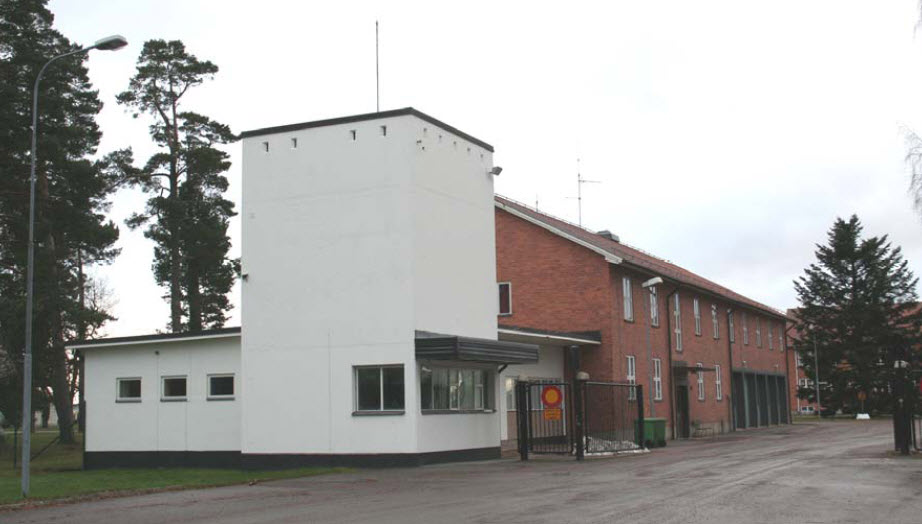
Flottiljvaktens kasern
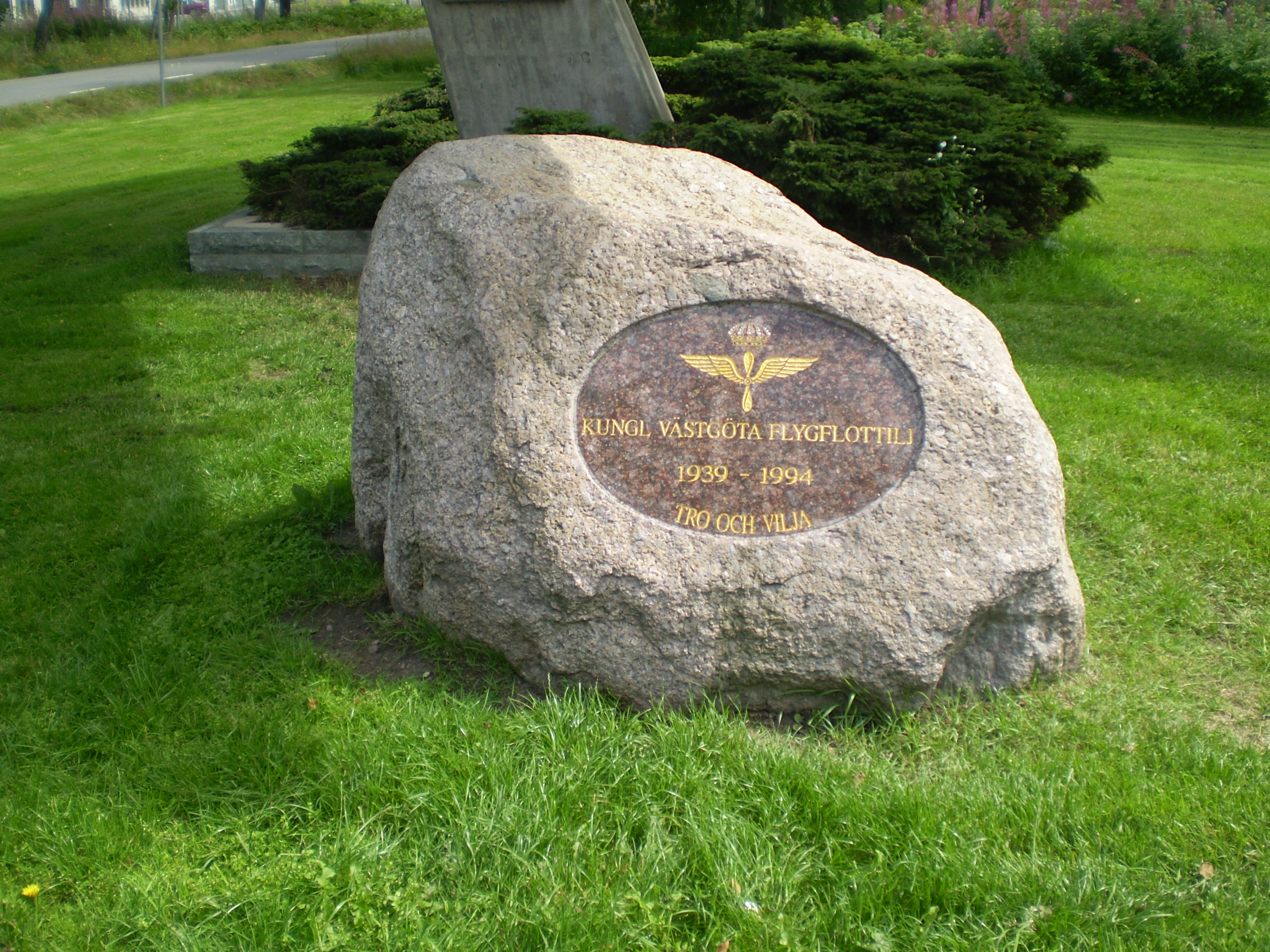
Minnessten över Västgöta flygflottilj
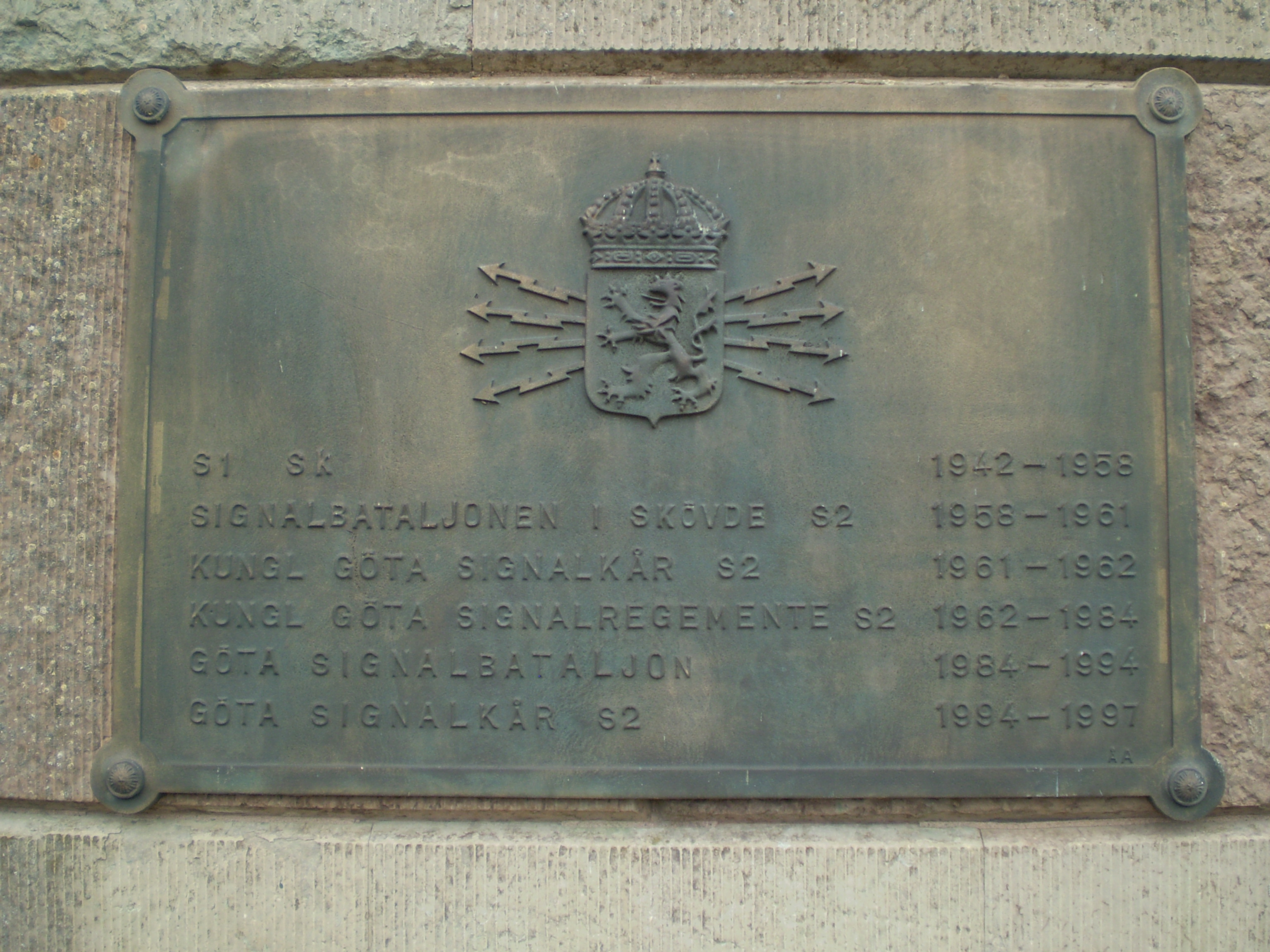
Minnestavla över Göta signalregemente
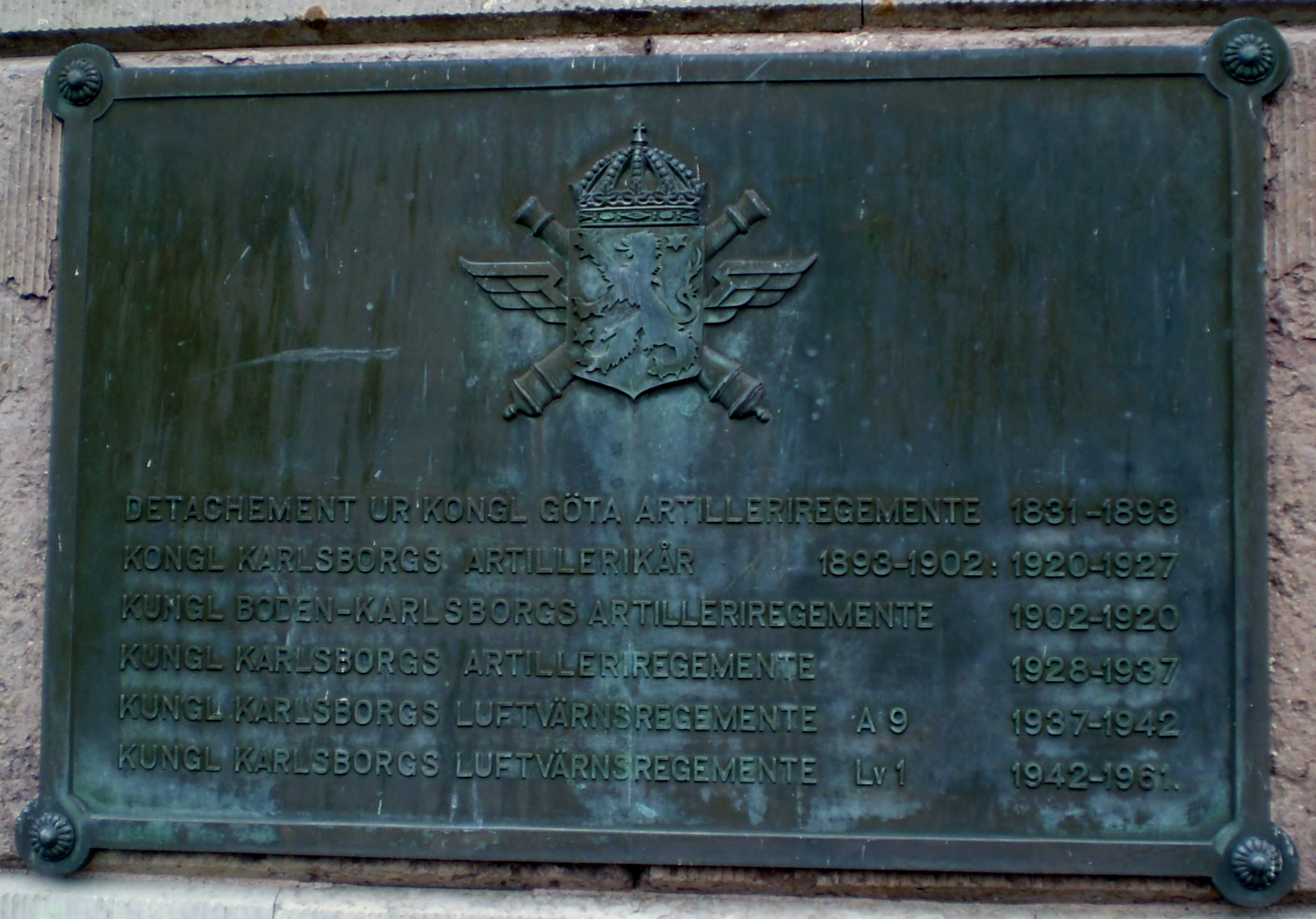
Minnestavla över artilleri- och luftvärnsregementen förlagda inom Karlsborgs garnison